# Rue Denfert-Rochereau (Lyon)
Pour les articles homonymes, voir Rue Denfert-Rochereau.
La rue Denfert-Rochereau est une voie de circulation située dans le 4e arrondissement de Lyon, sur le plateau de la Croix-Rousse.

## Situation
Elle commence au boulevard de la Croix-Rousse non loin du Clos Jouve et se termine place de la Croix-du-Bois à l'intersection des rues de Cuire et Hénon. Elle croise les rues Bely, Claude-Joseph-Bonnet, Henri-Gorjus, Grataloup, Jacquard, Valentin-Couturier, Jerôme-Dulaar, l'avenue Cabias, la rue Barodet, les impasses Dubois et Gord, la rue Pelletier et le boulevard des Canuts.

## Dénomination
Connue anciennement sous le nom de rue d'Enfer, elle porte depuis 1878 le nom de Pierre Philippe Denfert-Rochereau (1823-1878), militaire français resté célèbre pour sa défense de Belfort en 1870-1871.

## Sites et monuments
- L'église Saint-Augustin se situe à l'intersection avec la rue Jacquard. Construite à partir de 1910, elle présente une façade en pierre dorée qui s'ouvre par un porche monumental auquel on accède par un large escalier.
- Le collège La Salle est situé au n°45.
- Le mur des Canuts s'élève sur une placette à l'intersection avec le boulevard des Canuts.